# Glucuronoxilomannano
Il glucuronoxilomannano una catena di unità di mannosio con legami (1->3) sostituiti con gruppi xilosil e beta-glucoronil; i 5 sierptipi A,B,C,D e AD derivano proprio da piccole differenze strutturali in questo polisaccaride.
Fa parte nella costituzione della capsula del Criptococcus neoformans, con il galattoxilomannano e le mannoproteine, dove quest'ultimo è responsabile dell'attivazione della risposta immunitaria sia umorale che cellulare, quindi della produzione di anticorpi anti-fungini. Possono neutralizzare la virulenza del lievito, ma non sono prodotti tempestivamente adatti a prevenire la diffusione dell'infezione.